# Федотов, Алексей Владимирович
Алексей Владимирович Федотов (23 августа 1972, Невинномысск, Ставропольский край — 25 января 2015, Санкт-Петербург) — российский актёр театра и кино, пародист, телеведущий.

## Биография

### Ранние годы
Родился 23 августа 1972 года в Невинномысске, Ставропольский край.
Учился на физико-математическом факультете Таганрогского педагогического института.
В 1996 году окончил ВГИИ (мастерская И. Сисикиной).

### Карьера
С 1996 по 2001 год — актёр Театра сатиры на Васильевском.
Сотрудничал с Театром «Русская Антреприза им. А. Миронова», Театром Эстрады им. А. Райкина.
Был ведущим ТВ-программ «Награда за смелость» (канал «7 ТВ»), «Западня», «Звёздный розыгрыш», «Частный сыщик», «Корзина» («5-й канал Санкт-Петербург»). Сопродюсер кинокомпании «Глагол-Фильм».
Лауреат и номинант Всероссийского конкурса артистов эстрады, Санкт-Петербургского открытого конкурса, конкурса «Петербургский ангажемент», дважды номинант на звание «Человек года» в Санкт-Петербурге в номинациях «Актёр года» и «Шоумен года». Спектакли «Таня-Таня» и «Васса Железнова» с его участием выигрывали и выдвигались на премии «Золотая маска», «Золотой Софит» и Государственную премию России, а программа «Большая разница» стала лауреатом премии ТЭФИ.

### Личная жизнь
Был женат на актрисе театра на Васильевском Наталье Лыжиной. В браке родилась дочь Настасья (2004).

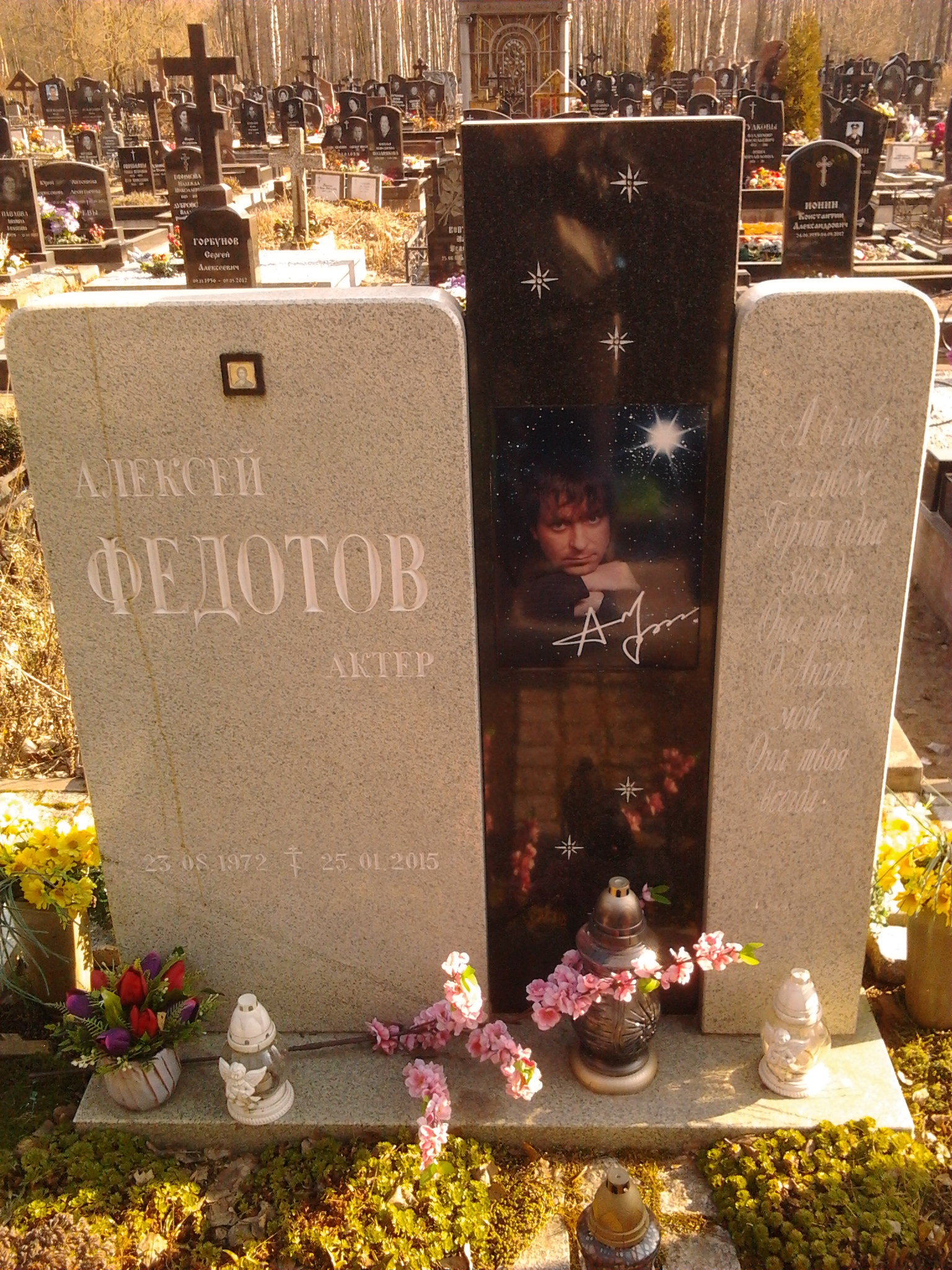
Надгробие А. В. Федотова на Смоленском православном кладбище Санкт-Петербурга.

Скончался на 43-м году жизни 25 января 2015 года от сердечного приступа.
Похоронен на Смоленском православном кладбище.

## Фильмография
- 1995 — Каменное сердце — Питер-угольщик
- 1998 — Улицы разбитых фонарей (22 серия «Обнесённые ветром») — Игорь Голубцов
- 1999 — Улицы разбитых фонарей. Новые приключения ментов (7 серия «Дама с собакой») — Володя Глебов
- 2000 — Агент национальной безопасности-2 (21-22 серии «Цейтнот») — Жако, водитель банды «Носа»
- 2000 — Дом Надежды — Джон
- 2000 — Динозавр — «Зини»
- 2001—2004 — Чёрный ворон — Никита Захаржевский, брат Татьяны
- 2002 — Крот 2 — Шалва Маргеладзе, дальний родственник Вахтанга Маргеладзе, племянник Вахтанга Маргеладзе (убит Маргеладзе в 12 серии 2-го сезона) (2-й сезон, ‡)
- 2002 — Русский спецназ — офицер
- 2003 — Повторение пройденного — Борис Рамус
- 2003 — Три цвета любви — Сергей Самохвалов — Сэм
- 2004 — Улицы разбитых фонарей. Менты-6 (17 серия «Игры для взрослых») — Виталий Викторович
- 2005 — Туристы — Славик из Челябинска
- 2005 — Фаворский — Касаткин
- 2006 — Двое из ларца — Илья Тимофеевич Хлебов, бизнесмен, приятель Адашева-Гурского
- 2006 — Рататуй — Семёнов
- 2007 — Братья — Бобров
- 2007 — Дело чести — Пыльников
- 2007 — Знак судьбы
- 2007 — Литейный, 4 (1 сезон, 11 серия «…И его команда») — Ганс
- 2007 — Опера. Хроники убойного отдела (3 сезон, фильм 9 «Чёрная метка») — Жмуров
- 2007 — Новая школа императора — Кузко
- 2008 — Гаишники (фильм 4 «Авария») — помощник депутата Мокроусовой
- 2008 — Дорожный патруль 2 (фильм 3 «Строительный бум») — Прохоров
- 2008 — Литейный, 4 (2 сезон, 12 серия «На цепи») — Костя Сёмин «Терминатор»
- 2008 — Монтекристо
- 2008 — Брачный контракт (15 серия «Танцы под итальянцев») — Толстиков
- 2009 — Легенда об Ольге — Генрих Гиммлер, рейхсфюрер СС, рейхсминистр внутренних дел
- 2009 — Личное дело капитана Рюмина — Михаил Наумович Рудаков, хозяин клуба
- 2009 — Любовь под грифом «Совершенно секретно»-2 — водитель попутки
- 2009 — Морские дьяволы-3 (2 серия «Опасные игрушки») — Виктор
- 2009 — Фокусник — Борис
- 2010 — Последняя встреча — Пётр Дупель, сосед Шилова
- 2010 — Фокусник-2 — Борис
- 2010 — Цвет пламени — Евгений Матусов
- 2011 — Встречное течение (8 серия) — Матвей Быстрицкий, известный певец/Кольцов, бандит
- 2011 — Защита свидетелей (11 серия) — Коля, артист казачьего хора
- 2011 — Сибиряк — Алексей Заварский, режиссёр
- 2011 — Тайны следствия 9 (фильм 12 «Шесть миллионов свидетелей») — Семён Лебедев, представитель компании «Эверест»
- 2012 — Фельдъегеря
- 2012 — Перцы — телепродюсер
- 2012 — Мать и мачеха (телесериал) — Эдик, главная роль
- 2012 — Груз (телесериал) — Андрей Сорочинский, главная роль
- 2012 — Честь самурая — Браток
- 2013 — Шутки ангела — Катранов
- 2013 — Моя фамилия Шилов — Варламов
- 2013 — Тариф на прошлое — Котов
- 2014 — Человеческий фактор — Чеботарёв
- 2014 — Профессионал — Комов
- 2014 — Отпуск по ранению — Николай Говоров
- 2014 — Половинки невозможного
- 2015 — Город особого назначения — Малышев